# Тувински језик
Тувински језик (тыва дыл), познат и као тувански, тувски, тувинијански, туванијански, или тивински, тивански, тивски, тивинијански, тиванијански, један је из језичке групе од туркијских језика. Говори га око 200.000 људи у Републици Туви у средњем јужном Сибиру. Језик има мноштво позајмљеница из монголског језика, и неколико речи из руског језика.
Тувински језик се пише измењеном верзијом руске ћирилице, уз три додатна слова: Ңң (: []), Өө (: []), Үү (: []).
|  |  |  |  |  |  |  |  |  |
|  |  |  |  |  |  |  |  |  |
|  |  |  |  |  |  |  |  |  |
|  |  |  |  |  |  |  |  |  |